# Come Feel Me Tremble
Come Feel Me Tremble è il quinto album in studio da solista del cantante statunitense Paul Westerberg, pubblicato nel 2003.

## Tracce
1. Dirty Diesel – 3:13
2. Making Me Go – 2:54
3. Soldier of Misfortune – 3:05
4. My Daydream – 3:17
5. What a Day (For a Night) – 3:13
6. Wild & Lethal – 5:20
7. Crackle & Drag (Original Take) – 3:49
8. Crackle & Drag (Alternate Version) – 2:35
9. Hillbilly Junk – 2:50
10. Never Felt Like This Before – 1:02
11. Knockin' Em Back – 4:00
12. Pine Box – 6:01
13. Meet Me Down the Alley – 5:05
14. These Days – 4:06